# Mala Stara vas
'Mala Stara vas – wieś w Słowenii, w gminie Grosuplje. 1 stycznia 2017 liczyła 105 mieszkańców.